# Las Ratyński
Las Ratyński - kompleks leśny położony w zachodniej części Wrocławia i we wschodniej części gminy Miękinia. Powierzchnia Lasu Ratyńskiego w części wrocławskiej wynosi 295 ha. Natomiast pod względem prawnym Las Ratyński nie jest lasem komunalnym, ale państwowym. Podlega Regionalnej Dyrekcji Lasów Państwowych we Wrocławiu, nadleśnictwu Miękinia, w ramach obrębu leśnego Miękinia – leśnictwo Ratyń.
Las Ratyński położony jest pomiędzy osiedlami miasta Wrocławia i wsiami:
- na wschód od lasu położone jest osiedle Ratyń;
- na północny wschód – osiedle Pustki i dalej Leśnica;
- na północny – osiedle Żar;
- na zachodzie – wieś Lutynia;
- na południu – wieś Gałów.

W północnej części lasu przebiega ulica Trzmielowicka, od Leśnicy do wylotu z miasta w kierunku wsi Lutynia.
Las Ratyński leży w obrębie Parku Krajobrazowego Dolina Bystrzycy. Przez las przebiega szlak turystyczny Leśnica-Lutynia-Brzezinka Średzka. Wytyczono również ścieżkę przyrodniczo-edukacyjną Jarnołtów-Ratyń we Wrocławiu. Las ma duże walory przyrodnicze, występują w nim rzadkie gatunki, np. śluzica siatecznica okazała, konwalia majowa, chronione gatunki roślin: wawrzynek wilczełyko, śnieżyczka przebiśnieg i zwierząt, np. borowiec wielki.
Na niektórych mapach i planach można spotkać - w odniesieniu do północnej części kompleksu - nazwę Las Żarski.